# Chronogaster subtilis
Chronogaster subtilis är en rundmaskart. Chronogaster subtilis ingår i släktet Chronogaster och familjen Leptolaimidae. Inga underarter finns listade i Catalogue of Life.